# Yoshihiro Chiba
Yoshihiro Chiba (jap. 千葉佳裕 Chiba Yoshihiro; ur. 29 kwietnia 1979) – japoński lekkoatleta, płotkarz.
Medalista mistrzostw Japonii i Australii.

## Rekordy życiowe
- bieg na 200 metrów przez płotki – 22,86 (2006)
- bieg na 300 metrów przez płotki – 35,54 (2003) rekord Azji
- bieg na 400 metrów przez płotki – 48,65 (2001)